# Metoprolol
Metoprolol je beta blokator.

## Delovanje
On je selektivni blokator beta-1 adrenergičkog receptora u srcu. On snižava povišeni arterijski pritisak i srčanu frekvenciju, smanjuje zapreminu srca i koncentraciju renina u serumu. Metoprolol ne blokira beta-2 receptore i zbog visoke selektivnosti ima manji rizik od nastanka opstruktivnih respiratornih simptoma. Ne stabilizira ćelijsku membranu pa stoga nosi manji rizik od ometanja rada srčanog mišića. U poređenju s neselektivnim beta blokatorima, metoprolol u manjoj meri smanjuje periferni protok, manje blokira simpatičku reakciju na hipoglikemiju i manje ometa toleranciju glukoze. Tokom lečenja metoprololom ne dolazi do poremećaja ravnoteže elektrolita.

## Primena
Koristi se u lečenju svih vrsta hipertenzija, angine pectoris, aritmija (supraventrikulske tahijaritmije), u stanju nakon prebolelog infarkta srca (kod hemodinamski stabilnih bolesnika), u dopunskom lečenju tireotoksikoze, te za sprečavanje migrene. Delotvorna dnevna doza iznosi 150 mg.
Metoprolol ne treba da koriste pacijenti koji boluju od AV-bloka II i višega stupnja, zastojnog popuštanja srca, bradikardije i hipotenzije. Ne sme se primenjivati niti kod kardiogenog šoka.

### Nuspojave
Uprkos selektivnosti metoprolola potreban je oprez pri lečenju bolesnika s bronhijalnom astmom. Kod takvih pacijenata se obično preporučuje istovremena primena beta-2 agonista kao što je salbutamol. Takođe, oprez je potreban kod dijabetičara i pacijenata s tireotoksikozom.
Moguće nuspojave su umor, ošamućenost, depresija, smetenost, glavobolja, nesanica, mučnina i povraćanje, bradikardija, hladni ekstremiteti, palpitacije, zastojno popuštanje srca, periferni otoci, hipotenzija te bronhospazam i dispneja.

## Stereoxemija
Metoprolol sadrži stereocentar i sastoji se od dva enantiomera. Ovo je racemat, tj. 1: 1 smeša (R) - i (S) forme:
| Enantiomeri metoprolola | Enantiomeri metoprolola |
| ----------------------- | ----------------------- |
| CAS-Nummer: 81024-43-3  | CAS-Nummer: 81024-42-2  |

## Spoljašnje veze
- Архивирано на веб-сајту  (4. март 2016)

|  | Molimo Vas, obratite pažnju na važno upozorenje u vezi sa temama iz oblasti medicine (zdravlja). |